# Кокино (археолошко налазиште)
Кокино је археолошко налазиште из бронзаног периода. Налази се у близини села Кокино које припада општини Старо Нагоричане, Северна Македонија. Удаљено је 35 km од Куманова, а од Скопља 50 km ваздушном линијом. Његове географске координате су 42˚ 15' 47' ' СГШ и 21˚ 57' 32' ' ИГД. Смештено је испод врха Татићев Камен на надморској висини од 1.013 m. Према налазима неких геолога место се налази на врху неовулканске плоче андензитске стене с површином од 5.000 m², дугом око 90 m у правац исток-запад и широком око 50 m у правац север-југ.
Археолог Јовица Станковски из Народног музеја из Куманова, 2001. године у близини села Кокино открио је место с остацима и археофактима из раног бронзаног периода, који се својим димензијама и видом битно разликују од дотада познатих археолошких налазишта.
Место има доминантне димензије и организовано је на два нивоа. На виши ниво доминирају неколко камених седишта, тронови, позиционирани у правцу север-југ, окренути с погледом ка истоку и исклесани у самих стена. Овај централни део ове мегалитске археоопсерваторије је коришћен за посматрање небеских тела.
Откривени су, у стенама исклесаних седам маркера у вертикалном положају коришћени за маркирање кретања Сунца и Месеца. Три од њих обележавају место изласка Сунца у данима краткодневице, равнодневице и дугодневице, а преостала четири служе за обележавање места изласка Месеца у време највећег застоја лети и зими, као и места најмањег застоја лети и зими. Места изласка Месеца у истој фази циклично се понавља сваких 18,6 година када се у исти календарски дан јавља иста фаза Месеца. Помињу се још два камена маркера који служе за мерење дужине синодичког или лунарног месеца чија летња дужина је 30 дана, а зимска 29 дана.

На основу позиција маркера који прате кретање Сунца, посебно у данима дугодневице утврђено је да је опсерваторија стара око 3. 900 година, односно, да датира из 18. века пре н.е.
2002. године истраживању се прикључио и астроном Ђоре Ценев из Планетаријума у Скопљу и опсежним археоастрономским анализама, које трају више година, показао да ово место има карактеристике светог места (Света Планина, Велика Мајка) и мегалитске опсерваторије. Сагласно времену и култури познатим у том периоду ово налазиште је названо мегалитска опсерваторија Кокино. 
Мегалитска опсерваторија Кокино убраја се међу највредније старе опсерваторије у свету. Због њених карактеристика, 2005. године, америчка свемирска агенција НАСА је у листи 15 оваквих опсерваторија, рангирала Кокино на четврто место. Према тој листи првих пет опсерваторија су:
1. Абу Симбел (Египат)
2. Стоунхенџ (Уједињено Краљевство)
3. Ангкор Ват (Камбоџа)
4. Кокино (Северна Македонија)
5. Госек Сиркл (Немачка)